# Мамутов поток
Мамутов поток је поток дугачак око 5 km који настаје у Јевремовцу. Даље тече кроз Поцерски Причиновић, а потом се улива у реку Думачу, као њена лева притока.